# Lygodactylus rarus
Lygodactylus rarus este o specie de șopârle din genul Lygodactylus, familia Gekkonidae, descrisă de Georges Pasteur și Blanc 1973. A fost clasificată de IUCN ca specie cu risc scăzut. Conform Catalogue of Life specia Lygodactylus rarus nu are subspecii cunoscute.